# Sandy Reynolds-Wasco
Sandy Reynolds-Wasco (* 20. Jahrhundert als Sandy Reynolds) ist eine US-amerikanische Szenenbildnerin, die gemeinsam mit ihrem Ehemann David Wasco bei der Oscarverleihung 2017 einen Oscar in der Kategorie bestes Szenenbild erhielt.

## Karriere
Sandy Reynolds-Wascos Karriere begann 1987 als Szenenbildnerin in der Fernsehserie American Playhouse, in der sie für eine Episode als Szenenbildnerin arbeitete. Gemeinsam mit ihrem Ehemann David Wasco war sie häufig für den Filmemacher Quentin Tarantino tätig, u. a. bei Pulp Fiction, Jackie Brown, der Kill-Bill-Reihe oder Inglourious Basterds. Im Jahr 2017 erhielt Sandy Reynolds-Wasco mit ihrem Mann einen Oscar sowie eine BAFTA-Award-Nominierung für ihre künstlerische Tätigkeit bei dem Film La La Land.

## Filmografie (Auswahl)
- 1987: American Playhouse (Fernsehserie, eine Episode)
- 1992: Reservoir Dogs – Wilde Hunde (Reservoir Dogs)
- 1993: Killing Zoe
- 1994: Pulp Fiction
- 1996: Durchgeknallt (Bottle Rocket)
- 1997: Touch
- 1997: Alles aus Liebe (She’s So Lovely)
- 1997: Jackie Brown
- 1998: Rushmore
- 2000: Bounce – Eine Chance für die Liebe (Bounce)
- 2001: Heist – Der letzte Coup (Heist)
- 2003: Kill Bill – Volume 1 (Kill Bill: Vol. 1)
- 2004: Kill Bill – Volume 2 (Kill Bill: Vol. 2)
- 2004: Collateral
- 2006: Das Gesicht der Wahrheit (Freedomland)
- 2008: Stop-Loss
- 2008: Redbelt
- 2009: Inglourious Basterds
- 2011: Rampart – Cop außer Kontrolle (Rampart)
- 2012: 7 Psychos (Seven Psychopaths)
- 2015: Fifty Shades of Grey
- 2016: La La Land